# Schlacht von Preston (1648)
Newburn – Marston Moor – Tippermuir – Aberdeen (1644) – Inverlochy (1645) – Lagganmore – Auldearn – Carlisle (1645) – Alford – Kilsyth – Philiphaugh – Aberdeen (1646) – Rhunahaorine Moss – Dunaverty – Mauchline Muir – Preston (1648) – Whiggamore Raid – Stirling (1648) – Inverness (1649) – Inverness (1650) – Carbisdale – Dunbar (1650) – Inverkeithing – Worcester – Tullich
Die Schlacht von Preston (17. August bis 19. August 1648) endete mit einem Sieg der Truppen von Oliver Cromwell über die Royalisten und die Schotten, die vom Duke of Hamilton angeführt wurden. Der Sieg der Parlamentarier läutete das Ende des Zweiten Englischen Bürgerkrieges ein.

## Vorgeschichte
Nachdem die schottische Armee Karl I. von England im Januar 1647 in Newcastle den Bevollmächtigten des Parlaments ausgeliefert hatte, wuchs in schottischen Kreisen die Sorge über die zunehmende Radikalisierung der Politik in England. Dabei ging es auch um das Schicksal des Königs, insbesondere nachdem dieser im Juni von George Joyce aus der Obhut der Parlamentsbevollmächtigten entführt worden war und nun unter der Kontrolle der New Model Army stand.
In London gerieten die Presbyterianer im Parlament zunehmend in Bedrängnis, während der Einfluss der Independents wuchs. Verschiedene Gruppen radikalisierten sich, teils auf religiösem Gebiet, teils – wie die Levellers sowie kleinere Gruppen – auf politischem. Im Vergleich dazu wurde die radikale presbyterianische Partei von Schottland zunehmend zu einer gemäßigten Fraktion, angeführt von James, Duke of Hamilton.
Die erste und wichtigste Aufgabe der Regierung Schottlands musste darin bestehen, für die Sicherheit des Königs zu sorgen. Maßnahmen hierzu waren jedoch nur zu rechtfertigen, wenn der König wiederum den schottischen Covenantern entgegenkam. Es musste also zunächst mit ihm verhandelt werden, wobei sowohl gemäßigtere Positionen, als auch die der radikaleren Presbyterianer zu berücksichtigen waren. Letztere wurden vom Marquess of Argyll angeführt, die Anhänger werden auch als Kirk-Partei bezeichnet.
Die monatelangen Verhandlungen mündeten schließlich im Dezember 1647 auf Carisbrooke Castle auf der Isle of Wight in eine Vereinbarung zwischen Karl I. und den schottischen Vertretern. In ihr stimmte der König zu - ohne sich auf die Seite der Covenanter zu stellen -, den Presbyterianismus in England drei Jahre lang versuchsweise zu fördern und zu wahren; alle anderen Sekten, auch die Independents sollten dagegen unterdrückt werden. Als Gegenleistung wurde ihm eine Armee versprochen. Diese Vereinbarung, Engagement genannt, führte zum Zweiten Englischen Bürgerkrieg und spaltete die Covenanter-Bewegung.

## Vorbereitungen

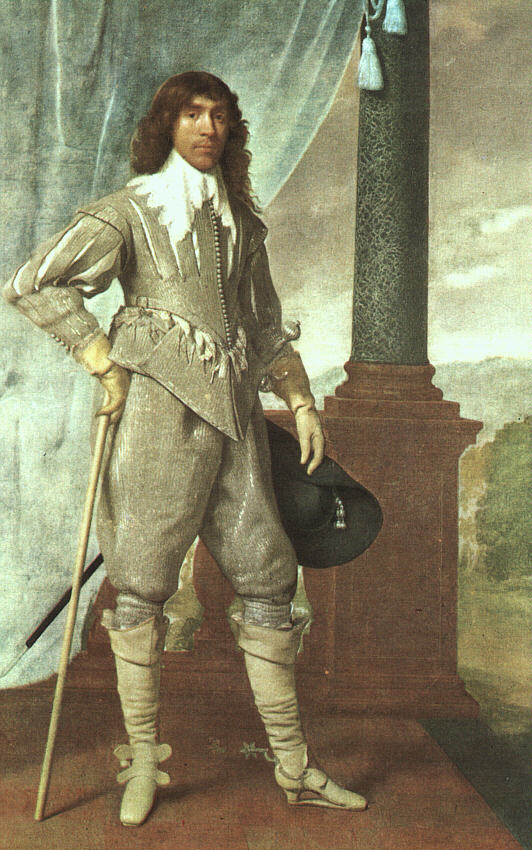
James Duke of Hamilton

In Schottland wurde die Nachricht über diese Vereinbarung zunächst enthusiastisch begrüßt, da angenommen wurde, Karl I. habe endlich Partei für die Covenanter ergriffen. Als sich dies dann als Irrtum erwies, erwuchs schnell eine starke Opposition gegen die Unterstützung des Königs, besonders im Südwesten Schottlands, wo die Covenanter am stärksten waren.
Schlimmer als die politische Opposition war aber der entstehende verbreitete Widerstand bis zu den Kirchengemeinden hinunter,
er behinderte ernsthaft die Bemühungen, eine Armee aufzustellen.
Im April wurde Hamilton zum Befehlshaber ernannt; seine militärischen Fähigkeiten unterboten jedoch noch seine geringen politischen. Patrick Gordon of Ruthven sagt zu seiner Ernennung:

„Aber, o Kummer! hier fing unser Elend an. Die göttliche Majestät war nicht mit uns zufrieden; wir hätten demütiger sein sollen; und deshalb duldete Gott, dass sie sich irrten in der Annahme, den bedeutendsten Mann im Königreich auszuwählen, dass sie dachten, er wäre der weiseste Mann, der scharfsichtigste Mann, der größte Staatsmann und tiefsinnigste Politiker, nicht nur der drei Königreiche, sondern der ganzen Christenheit: der eben nur den Mangel hatte, dass er bisher noch nie die Kriegskunst praktiziert hatte. Er wäre als Regierungsrat geeigneter gewesen, denn als ein Kriegsrat; er hätte dem feierlichsten Senat im Vatikan vorstehen können, aber er wusste nicht, wie eine Armee anzuführen war.“

Den Frühling hindurch und den Frühsommer wurden Soldaten unter den größten Schwierigkeiten ausgehoben. Diese Zeitverzögerung wirkte sich fatal auf den Ausgang des gesamten Unternehmens aus, hatte sie doch zur Folge, dass die New Model Army in der Lage war, die bereits ausgebrochenen royalistischen Aufstände in England und Wales nacheinander zu ersticken. Zudem musste Hamilton einen Aufstand in Schottland selbst, in den westlichen Grafschaften, niederwerfen. Dies gelang ihm auch im Juni in der Schlacht von Mauchline Muir, jedoch um den Preis einer Aufteilung seiner militärischen Kräfte.

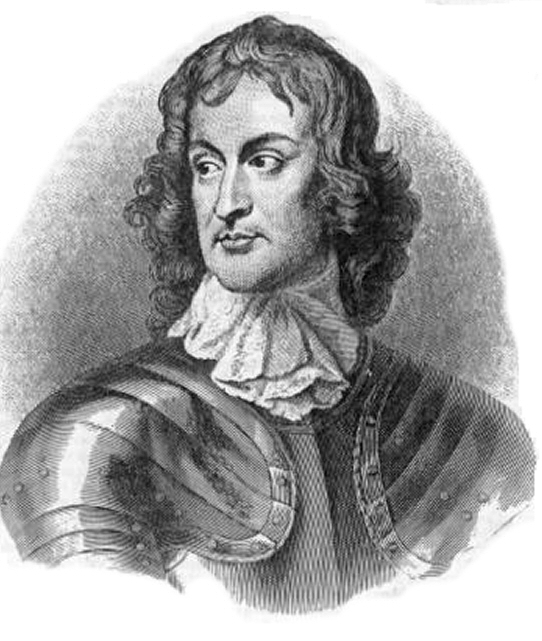
John Lambert 1618–1684

Die Zeit schritt voran und der Hochsommer war schon vorbei. Viele der royalistischen Aufstände in England waren bereits niedergeschlagen worden. Die Bedingungen waren schlecht – die Armee war weit von der nötigen Schlagkraft entfernt, schlecht ausgerüstet und ungenügend ausgebildet, die Probleme der Versorgung und des Transports waren ungelöst, Artillerie fehlte. Auch die erwartete Verstärkung durch die schottische Armee in Irland war ausgeblieben. Dennoch konnte Hamilton einen weiteren Aufschub nicht riskieren, so überschritt er am 8. Juli die englische Grenze bei Annan mit 10.500 Mann statt der ursprünglich vorgesehenen 30.000. Am selben Tage vereinigte er sich in Carlisle mit einer royalistischen Streitkraft von etwa 3.000 englischen Kavalieren. Der Vormarsch dieser Armee wurde von General John Lambert und einer Abteilung der New Model Army genauestens beobachtet.

## Marsch von Hamilton
Der Vormarsch Hamiltons nach Süden erfolgte quälend langsam. Die Notwendigkeit schnellen Handelns nicht verstehend oder nicht beachtend, verbrachte er sechs Tage in Carlisle, bevor die Armee nach Penrith marschierte, dort weitere drei Tage vergeudete, dann die wenigen Meilen nach Kirkby Thorne zurücklegte, wo sie bis Ende Juli blieb. Das grauenhafte Wetter machte alles noch schlimmer, regnete es doch die gesamte Zeit, die Hamilton in England war. Der Aufenthalt in Kirkby Thorne wurde von Sir James Turner beschrieben:

„Der Duke sah es für erforderlich an, zehn oder zwölf Tage in Kirkbie-thorne zu verbringen, um die aus Schottland marschierten Regimenter zurückzuschicken, die weniger als die Hälfte ihrer erforderlichen Stärke hatten und aus ungehobelten und undisziplinierten Neulingen bestanden: und dieser Sommer war äußerst verregnet und nass, dass ich sagen würde, dass es  während der gesamten Zeit in England für uns unmöglich war, von zehn Musketten mit einer umzugehen.“

Lambert beobachtete ständig die Lage, bereit auf jede Bewegung des Feindes zu reagieren. Nicht stark genug, um eine Auseinandersetzung selbst zu wagen, erhielt er die Nachricht, dass Oliver Cromwell auf seinem Weg von Südwales am 11. Juli Pembroke Castle den Royalisten entrissen hatte.

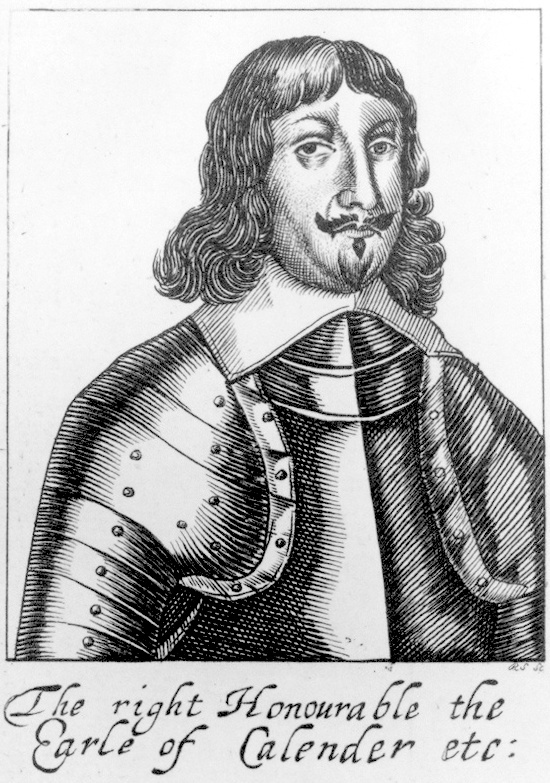
James Livingston, 1. Earl of Callendar

Ende Juli ließ sich die schwerfällige Kriegsmaschine der Schotten zu einer Aktion hinreißen. Sie bewegte sich über Appleby nach Kendal und traf dort am 2. August ein. Hier schlossen sich ihr General George Munro of Newmore und seine Truppen aus Ulster an. Die gemeinsame Streitkraft hatte nun die Stärke von etwas mehr als 18.000 Mann, zu Pferd und zu Fuß. Aber sofort brach ein ernster Streit aus. Munro weigerte sich, unter Hamiltons zweitem Befehlshaber Earl of Callendar zu dienen, gegen den er eine intensive Abneigung hegte. Und Callendar seinerseits sah keinen Grund, warum Munro ein unabhängiger Oberbefehl gewährt werden sollte. Hamilton, der allem Anschein nach Callendar fürchtete, wählte die schlimmste aller Lösungen. Die schlachterfahrenen Truppen aus Ulster wurden mit einiger englischer Kavallerie in Kirkby Lonsdale zurückgelassen, um auf die Artillerie zu warten, die bereits aus Schottland unterwegs war, während der Rest der Armee den Marsch nach Hornby fortsetzte. Hier ließ sich Hamilton für eine Woche nieder – die erste einer Reihe von katastrophalen Entscheidungen.
Am 14. August zog der lustlose Treck in Richtung Lancaster und dann nach Preston. Sir Marmaduke Langdale und die verbliebenen englischen Kavaliere wurden in einiger Entfernung von der östlichen Hauptarmee postiert, um die Flanke zu schützen und um anzugreifen, falls Feindbewegungen in der Gegend der Pennines ausgemacht werden sollten.
Während Hamilton durch Lancashire lahmte, war Cromwell bemerkenswert vorangekommen, seitdem er Pembroke verlassen hatte. Am 13. August stieß er zwischen Wetherby und Knaresborough auf Lambert und hatte damit 462 km in dreizehn Tagen zurückgelegt. Im Gegensatz hierzu hatte Hamilton, als er zwei Tage später Preston erreichte, für 151 km 39 Tage benötigt. Cromwells Streitkräfte waren nun 14.000 Mann stark, schwächer als ihr Gegner, aber stärker, als Cromwell später berichtete. Mit Sir Thomas Fairfax und dem Rest der New Model Army hatte er im Vorübergehen die Royalisten im Südosten Englands erledigt. Jetzt war Cromwell zum ersten Mal unabhängiger Oberbefehlshaber.
Hamilton ahnte die Gefahr noch nicht, die ihren ersten Schatten auf seine östliche Flanke warf. Wegen anhaltender Versorgungs- und Quartierprobleme erlaubte er John, dem späteren Earl of Middleton, und der Kavallerie weiter bis südlich von Preston zu reiten, den Fluss Ribble zu überqueren und einen Vorstoß bis nach Wigan zu machen, um Nahrungsmittel zu requirieren. Am 16. August, dem Vorabend der Schlacht von Preston, hatte die Engager-Armee die Form einer Schlange, die sich über eine Länge von unglaublichen 24 km hinzog: Munro und der Rest waren noch immer in Kirkby Lonsdale im Norden. Hamilton und die Hauptarmee standen nahe Preston. Unterdessen waren Middleton und der Anfang der Schlange in Wigan im Süden. Langdale und seine separaten Streitkräfte aus englischen Royalisten waren zu dieser Zeit südlich von Settle über Ribblesdale geritten und erreichten Preston aus Nordosten.

## Der Angriff von Cromwell

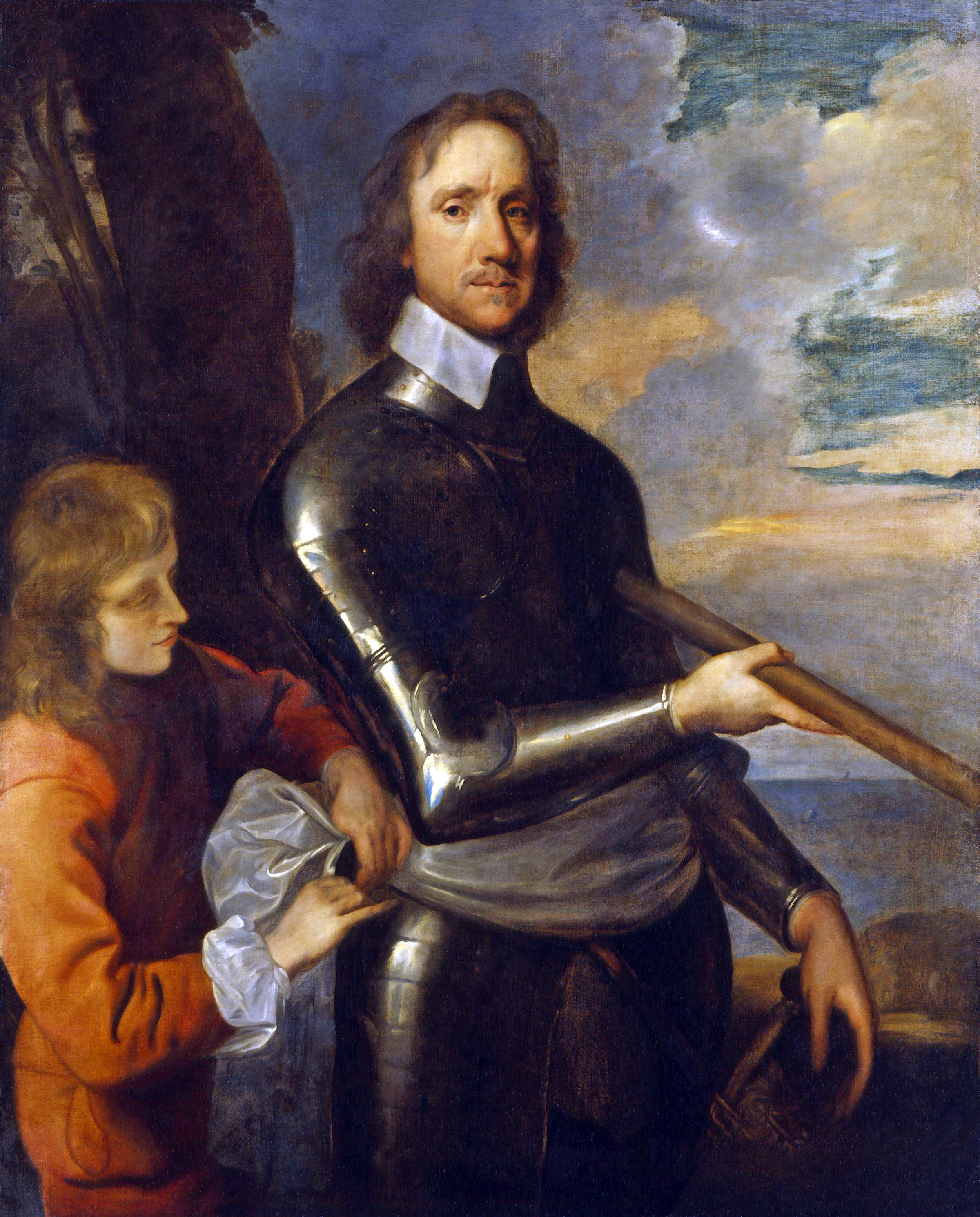
Oliver Cromwell (1599–1658)

Cromwell hatte in Wetherby keine genauen Informationen über den Aufenthalt von Hamilton. Die übliche Taktik wäre gewesen, nach Süden zurückzugehen, um den Weg nach London zu decken, während unterdessen Spähtrupps aus Kavalleristen westwärts geschickt wurden, um den Feind aufzustöbern. Aber Cromwell, der die Notwendigkeit einer schnellen Entscheidung sah, setzte alles auf einen brillanten Plan. Statt nach Süden zu ziehen, entschied er sich, die Pennines in Lancashire zu überqueren, um einen Such- und Vernichtungsfeldzug zu starten. Von Otley nach Skipton kommend stieg er in das Tal Ribble Valley  und kampierte am 15. August in Gisburn. Hier erhielt Cromwell von seinen Spähern die Nachricht, dass Hamilton sich von Lancaster kommend Preston nähere.
Viel zu spät erkannte Langdale die Gefahr. Er teilte Hamilton und Callendar mit, dass er annehme, Cromwell sei im Begriffe anzugreifen. Beide nahmen die Meldung nicht ernst. Am frühen Morgen des 17. August bestätigten sich seine Befürchtungen. Seine Männer hielten noch eine gute Position rittlings der Hauptstraße zwischen Preston und Skipton, die nicht viel mehr als eine mittlerweile mit Regenwasser vollgesogene Fahrrinne war. Auf der anderen Seite waren sie durch Hecken geschützt, die ein kleines Feld umschlossen, das ebenfalls vor einem Kavallerieangriff schützte. Cromwell schickte eine weitere Truppe aus 200 Kavalleristen und 400 Fußsoldaten, um einen Durchgang durch die Fahrrinne zu erzwingen. Bald danach wurden sie von Hauptmann John Hodgson verstärkt, dessen Memoiren die Eröffnungsszenen der Schlacht von Preston festhielt:

„Und bei der Longridge Kapelle stießen unsere Pferde auf Sir Marmaduke in einer sehr vorteilhaften Aufstellung ... Und hier an der Seite eines Moors brachten wir uns in Stellung (es war nur ein kleiner Haufen von uns, nicht mehr als halb so viel, wie wir hätten sein sollen), der General kam zu uns und gab uns den Marschbefehl. Wir hatten noch nicht einmal die Hälfte aller Männer zusammen, hofften auf Aufschub, da gab er das Wort aus: ‚Marschieren!‘“

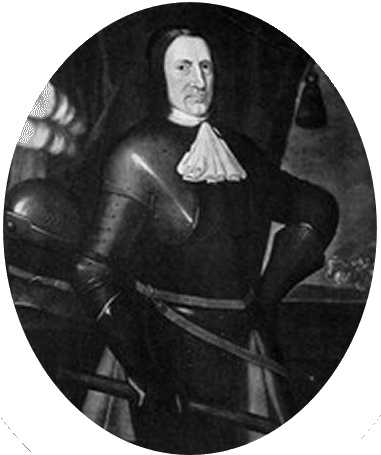
Marmaduke Langdale

Schritt für Schritt wurden die Royalisten zurückgedrängt und gaben den Weg über den mit Regen vollgesogenen Boden frei. Während die Schlacht andauerte, ritt Langdale davon, um Hamilton zu warnen, dass er nicht von einem Vortrupp angegriffen werde, sondern einem regulären, vollständigen Angriff ausgesetzt sei. Langdale traf Hamilton mit General William Baillie an, als beide Vorbereitungen dafür trafen, die Infanterie über die Preston Brücke den Fluss Ribble überqueren zu lassen. Hamilton widerrief alle seine bisherigen Befehle, wies Baillie an, auf der Nordseite zu bleiben, um Langdale zu stärken, und schickte eine Nachricht an Middleton, dass er aus Wigan herbeieilen möge. Aber Callendar wandte ein, dass die Infanterie ohne sofortige Kavallerieunterstützung bald vernichtet werden würde. Einmal mit der Kavallerie vereinigt – fuhr er fort – hätte die Armee den Vorteil, dass der Fluss Ribble vor und nicht hinter ihnen liegen würde. Es wurden keine Betrachtungen darüber angestellt, dass sie damit vollständig von Munro und Schottland abgeschnitten würde. Langdale jedoch – so Callendar – übertreibe die Stärke des feindlichen Angriffes maßlos, nötigenfalls könne er sich einen Weg zurück nach Preston schlagen, um sich südlich der Ribble-Brücke den Schotten anzuschließen. Hamilton ließ sich überzeugen und verwarf seinen ursprünglichen Plan. Die einzige Hilfe, die den hart bedrängten Truppen Langdales geschickt wurde, war eine kleine Streitkraft von Lanzenträgern. Ein Fehler folgte nun auf den anderen.
Der Kampf von Langdale zwischen den Hecken und Gräben des Ribbleton Moors ging bereits in die vierte Stunde. Um die feindliche Infanterie aus den Hecken endlich zu vertreiben, schickte Cromwell zwei Kavallerieregimenter die Fahrrinne herunter, welche die panisch davon flüchtenden Royalisten in Richtung Stadt jagten. Langdale gelang es, sich Baillie anzuschließen, aber die meisten seiner Infanteristen, die den Kampf überlebten, wurden gefangen genommen, während seine Kavallerie nach Norden galoppierte, um sich Munro anzuschließen. Hamilton selbst kam Langdale mit seiner Leibgarde zu Hilfe. Sein persönlicher Mut in der Schlacht glich jedoch keineswegs seine fehlenden Fertigkeiten als Feldherr aus.
Südlich des Flusses stellte Baillie seine Männer bei der Kirche Brow Hill auf, die Ribble-Brücke überblickend. Cromwells Männer näherten sich vom hohen Ufer im Norden des lebenswichtigen Übergangs und wurden dabei von Musketieren gedeckt. Die Schlacht um die Ribble-Brücke dauerte zwei Stunden, eine sehr heftige Auseinandersetzung, um es mit den eigenen Worten von Cromwell zu formulieren. Mit dem einbrechenden Abend wurden die Schotten durch den Angriff der Pikeniere unter Hauptmann Thomas Pride und Richard Dean bedroht. Während Baillie zurückwich, flammte der Kampf gegenüber der Brücke über den Darwen, einem kleinen Nebenfluss des Ribbles, immer wieder auf, der den Poeten John Milton später veranlasste, von Darwens Strom durchdrungen mit dem Blut der Schotten zu schreiben. Erst die Nacht beendete die heftigen Kämpfe.

## Weiterer Schlachtverlauf
Die Dunkelheit war eine willkommene Unterbrechung für beide Armeen, deren Soldaten verschwitzt, müde und hungrig waren. Aber bei den parlamentarischen Truppen überwog eine optimistische Haltung, sie fühlten sich bereits als kommende Sieger. Der Flankenangriff von Cromwell hatte einen durchschlagenden Erfolg gehabt: Die Armee von Hamilton war geteilt, von ihrer Versorgung aus Schottland abgeschnitten, sie besaß keine Rückzugsmöglichkeit. Am Ende des ersten Kampftages hatten die Engager verloren (nach Einschätzung von Cromwell waren 1000 von ihnen gefallen und 4000 gefangen genommen worden); ihre Armee war noch immer machtvoll, aber sie verlor bald jegliches Vertrauen in die Fähigkeiten ihrer Befehlshaber.
Es gab keine Pause für die abgehetzten schottischen Soldaten. Um Mitternacht goss es in Strömen, Hamilton hielt einen Kriegsrat, wobei eine verdrießliche Stimmung vorherrschte. Callendar drängte auf einen Nachtmarsch, um zu Middleton und der aus dem Süden kommenden Kavallerie zu stoßen. Baillie und Turner argumentierten beide dagegen, sie wiesen auf die Schwierigkeiten hin, eine müde Armee entlang einer schmutzigen Straße in einer dunklen, nassen Nacht zu führen, aber wie so oft setzte sich Callendar durch. Weil die Armee keine Transportmittel hatte, wurde den Musketieren nur die Mitnahme von Schießpulver gestattet, und zwar so viel, wie sie zu tragen im Stande waren. Dieses Vorhaben war wie die anderen Pläne von Callendar ziemlich unausgegoren. Es wurde kein Befehl gegeben, das verbliebene Pulver anzuzünden, so dass es am folgenden Morgen von Cromwells Soldaten erbeutet werden konnte. Ohne Trommelschlag und ohne Beleuchtung schritten die zermürbten Soldaten in die Nacht.

Weiterer Schlachtverlauf

Auf diesem Marsch lief alles falsch, was nur falsch laufen konnte. Während Middleton nördlich von Wigan über Chorley ritt, marschierte Hamilton südlich durch Standish, und zwar so, dass beide Streitkräfte in dieser Nacht aneinander vorbeimarschierten. Der Erste, der dies merkte, war Middleton, als er nicht – wie erwartet – auf seine Infanterie, sondern auf zwei Regimenter der Ironsides unter Oberst Francis Thornhaugh stieß, den Cromwell losgeschickt hatte, um Hamilton zu verfolgen. Im folgenden Kampf wurde Thornhaugh getötet, aber seine Männer trieben Middleton fast den ganzen Weg zurück in den Süden.
Hamilton war bereits fünf Kilometer von Preston entfernt, als Cromwell sein Verschwinden bemerkte. Nachdem er Thornhaugh zur Verfolgung Hamiltons ausgeschickt hatte, folgte Cromwell mit der restlichen Armee nach. Oberst Ralph Ashton und die Lancashire-Rekruten ließ er zurück, damit sie Preston verteidigten, falls Munro angreifen sollte. Cromwell befahl, in diesem Fall alle gefangenen Soldaten Langdales zu töten. Ashton brauchte sich keine Sorgen zu machen: Munro machte keine Anstalten, von Kirkby Lonsdale aufzubrechen.
Der Regen goss in der Nacht und am Tage in vollen Strömen. Die schottische Infanterie war am Morgen des 18. August durchnässt und halb verhungert. Am Standish Moor in der Nähe von Wigan schlossen sie sich endlich der Kavallerie wieder an. Dies war eine gute Stelle, um eine Stellung zu bauen, denn der Boden war mit Zäunen durchzogen. Unglücklicherweise machte der Regen das letzte verfügbare Pulver unbrauchbar, und, als nichts mehr da war, wurde der ermüdende Marsch nach Wigan fortgesetzt, wo die ärmlichen Einwohner im wahrsten Sinne des Wortes meistens bis auf die Haut von verzweifelten Soldaten geplündert wurden, die jetzt am Rande der Panik waren. Die Armee war dicht vor ihrer Auflösung.
Von Wigan aus ackerte sich die zurückweichende Armee durch den Morast in Richtung Warrington, dicht verfolgt von Cromwell. Am Morgen des 19. August stellten sich die Schotten auf einem Platz bei Winwick ihren Widersachern. Cromwell beschrieb den Kampf später so:

„Wir hielten sie in Schach, bis unsere Armee erschien, sie hielten dem Vorstoß mit großer Entschiedenheit für mehrere Stunden stand: unsere und die ihren begannen mit Piken vorzustoßen und sehr dicht anzugreifen und zwangen uns, Boden freizugeben; aber unsere Männer eroberten ihn mit Gottes Segen schnell wieder zurück und griffen sie darauf sehr hart an, schlugen sie von ihrem Platz, wo wir mehr als Tausend töteten und (wie wir glauben) mehr als Zweitausend gefangen nahmen“

Der Kampf verlagerte sich nun auf einen nahe gelegenen Weg an der Straße im Norden von Newton-le-Willows. Alle Angriffe von Cromwell wurden zurückgeschlagen, bis ihm die Einheimischen einen Weg durch die Felder zeigten, um die Position der Schotten zu umgehen. Daraufhin wurden die Schotten von dem Regiment des Obersten Pride bis zur Dorfwiese südlich der Kirche Winwicks zurückgeschlagen, wo der Widerstand schließlich zerbrach. Die Flüchtenden nahmen ihren Weg in Richtung Warrington, wo der Rest der Armee damit beschäftigt war, die Straße über den River Mersey zu verbarrikadieren.
Auch nach dem Sieg von Winwick hätte es für Cromwell noch schwierig werden können, die Schotten südlich, über den Mersey, zu verfolgen, wo sie einen starken Brückenkopf errichtet hatten. Aber, obwohl Hamilton noch die meisten Pferde und 4000 Mann Infanterie hatte, war seine Armee bereits geschlagen. Callendar, der ihm auch jetzt die Hand führte, überredete ihn, Baillie anzuweisen, sich mit der inzwischen nutzlosen Infanterie zu ergeben, während die Kavallerie noch versuchte, sich den kämpfenden royalistischen Kräften in Wales anzuschließen. Baillie, der nach Angaben seiner Mitoffiziere über diesen Befehl schockiert war, verweigerte den Gehorsam. Er befahl stattdessen, die Brücke zu verteidigen, eine ehrenwerte, aber völlig unrealistische Entscheidung. Die meisten der Musketiere warfen ihre nutzlosen Waffen weg. Die, die sie behielten, hatten weder Blei noch Pulver, und die Pikeniere waren kurz davor, zusammenzubrechen. Als der Befehl gegeben wurde, folgten nur 250 Mann. Baillie gab rechtzeitig auf; Cromwell, darauf bedacht, die Brücke in Warrington einzunehmen, gewährte seine Aufgabe unter großzügigen Bedingungen. Am Ende der Schlacht, von Preston bis Warrington, waren 3.000 Männer der royalistischen Truppen getötet und 10.000 gefangen genommen worden.

## Kapitulation
Ohne Orientierung weiterreitend landeten Hamilton und seine Kavallerie am 22. August in Uttoxeter in Staffordshire. Hier fand er schließlich die Gelegenheit, Callendar die Schuld an dem ganzen Debakel zu geben. Turner, der Augenzeuge des Streites war, schrieb:

„Der Duke und Callendar wurden ausfällig und waren beim Abendessen, bei dem ich zugegen war, äußerst gereizt: jeder beschuldigte den anderen des Mißgeschicks und des Mißlingens unseres Kampfes, wobei, denke ich, der Duke die besseren Karten hatte. Und hier will ich erwähnen, dass es My Lord Dukes großer Fehler war, dass er E. Callendar zuviel von seiner Macht abtrat: ich hörte oft, wie er gewährte, um was er gebeten wurde, und wie er versprach, damit sehr zufrieden zu sein. Und darum war Calendar doppelt schuldig, erstens wegen seines schlechten Benehmens (das nicht zu entschuldigen war), und des Weiteren, dem Duke etwas vorzuwerfen, an dem er selber schuldig war.“

Dies ist noch großzügig geurteilt: War das Verhalten von Callendar schlimm, so war das von Hamilton desaströs, ein vollständiges Versagen. Kompromissfähigkeit mag für einen Politiker notwendig sein, einem militärischen Befehlshaber ist sie selten nützlich. Unfähig, in Schottland den Widerstand anzuführen, unfähig, seinen Truppen klare Aufgaben zu geben, führte Hamilton das Engagement zu einem Desaster. Er war zwar kein Verräter – wie Montrose meinte –, aber er war schlicht der falsche Mann in diesen Zeiten.

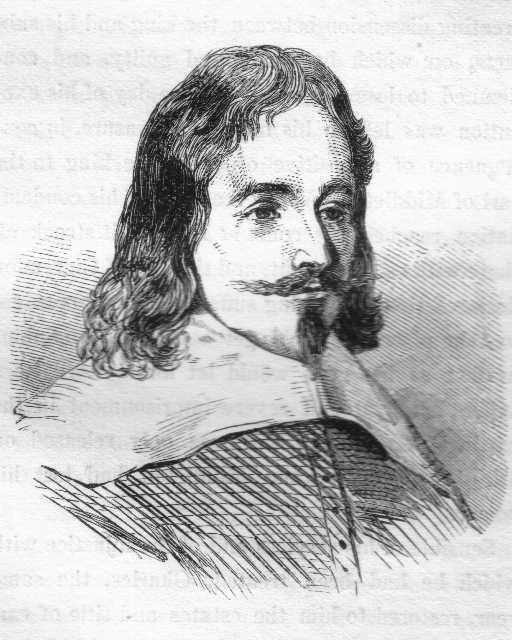
Archibald Campbell, 8. Earl of Argyll

Als sie den Befehl erhielten, ihren sinnlosen Ritt von Uttoxeter aus fortzusetzen, meuterte die Kavallerie. Viele desertierten, unter ihnen Langdale. Andere ritten schließlich mit Callendar davon, dem die Flucht in die Niederlande gelang. Hamilton hatte keine Wahl mehr: nachdem ihm seine Sicherheit und die seiner Offiziere garantiert worden war, kapitulierte er vor John Lambert, den Cromwell mit seiner Verfolgung betraut hatte. Das Wort wurde nicht gehalten. Unter seinem englischen Titel, dem eines Earls of Cambridge, wurde Hamilton vor Gericht gestellt und wegen Verrats im März 1649 hingerichtet, nur wenige Wochen nach seinem königlichen Auftraggeber, dem er diente und für den er verlor.
Nachrichten über die Niederlage in Lancashire ließen in Schottland die Engagement-Bewegung zusammenbrechen. Vom Südwesten Schottlands her marschierten die Anhänger von Argyll und die Kirk Party auf Edinburgh, ein Ereignis, das als Whiggamore Raid bezeichnet wurde (mit dem Wort whiggam wurden die Pferde angetrieben). Damit betraten die Whigs die Bühne der Geschichte.

### Primärliteratur
- Gilbert Burnet: Memoirs of the Lifes and Actions of James and William, dukes of Hamilton. 1852.
- W. C. Abbot (Hrsg.): Oliver Cromwell. Writings and Speeches. 1937–47.
- John Hodgson: Memoirs. 1806.
- Patrick Gordon of Ruthven: A Short Abridgement of Britane’s Distemper. 1844.
- Sir James Turner: Memoirs of his own Life and Times, 1632-1670. 1829.

### Sekundärliteratur
- T. S. Baldock: Cromwell as a Soldier. 1899.
- E. Broxap: The Great Civil War in Lancashire, 1642-1651. 1913.
- F. Hoenig: The Battle of Preston. In: Journal of the Royal United Services Institute, Band 52, 1898.
- R. A. Irwin: Cromwell in Lancashire: the Campaign of Preston 1648. In: The Army Quarterly, Band 27, 1933-4.
- H. L. Rubinstein: Captain Luckless. James, First Duke of Hamilton, 1606-1649. 1975.